# Nürnberger Versicherungscup 2018
Nuremberg Cup 2018 — професійний тенісний турнір, що проходив на кортах з ґрунтовим покриттям у Нюрнбергу (Німеччина). Це був 6-й за ліком турнір. Проходив у рамках Туру WTA 2018. Тривав з 21 до 26 травня 2018 року.

## Очки і призові
| Дисципліна              | П   | Ф   | ПФ  | ЧФ | 1/8 | 1/16 | Q   | Q2  | Q1  |
| Жінки, одиночний розряд | 280 | 180 | 110 | 60 | 30  | 1    | 18  | 12  | 1   |
| Жінки, парний розряд    | 280 | 180 | 110 | 60 | 1   | Н/Д  | Н/Д | Н/Д | Н/Д |

### Розподіл призових грошей
| Дисципліна              | П       | F       | ПФ      | ЧФ     | 1/8    | 1/16   | Q2     | Q1   |
| Жінки, одиночний розряд | $43,000 | $21,400 | $11,500 | $6,175 | $3,400 | $2,100 | $1,020 | $600 |
| Жінки, парний розряд    | $12,300 | $6,400  | $3,435  | $1,820 | $960   | Н/Д    | Н/Д    | Н/Д  |

## Учасниці основної сітки в одиночному розряді

### Сіяні учасниці
| Країна     | Гравчиня           | Рейтинг1 | Сіяна |
| ---------- | ------------------ | -------- | ----- |
| США        | Слоун Стівенс      | 10       | 1     |
| Німеччина  | Юлія Гергес        | 11       | 2     |
| Нідерланди | Кікі Бертенс       | 15       | 3     |
| КНР        | Ч Шуай             | 27       | 4     |
| Румунія    | Ірина-Камелія Бегу | 41       | 5     |
| Румунія    | Сорана Кирстя      | 43       | 6     |
| Бельгія    | Алісон ван Ейтванк | 49       | 7     |
| Чехія      | Катерина Сінякова  | 57       | 8     |

- Рейтинг подано станом на 14 травня 2018.

### Інші учасниці
Учасниці, що отримали вайлд-кард на участь в основній сітці:
- Катаріна Гобгарскі
- Андреа Петкович
- Слоун Стівенс

Учасниці, що потрапили в основну сітку, використавши захищений рейтинг:
- Чжен Сайсай

Нижче наведено гравчинь, які пробились в основну сітку через стадію кваліфікації:
- Крістіна Кучова
- Менді Мінелла
- Надя Подороска
- Деяна Раданович
- Фанні Штоллар
- Анна Цая

### Знялись з турніру
До початку турніру
- Ана Богдан → її замінила  Вероніка Сепеде Ройг
- Полона Герцог → її замінила  Крістіна Макгейл

### Завершили кар'єру
- Ірина-Камелія Бегу
- Сорана Кирстя

## Учасниці основної сітки в парному розряді

### Сіяні
| Країна     | Гравчиня         | Країна   | Гравчиня           | Рейтинг1 | Сіяна |
| ---------- | ---------------- | -------- | ------------------ | -------- | ----- |
| США        | Ніколь Мелічар   | Чехія    | Квета Пешке        | 54       | 1     |
| Бельгія    | Кірстен Фліпкенс | Швеція   | Юганна Ларссон     | 58       | 2     |
| Нідерланди | Демі Схюрс       | Словенія | Катарина Среботнік | 70       | 3     |
| Нідерланди | Леслі Керкгове   | Білорусь | Лідія Морозова     | 118      | 4     |

- 1 Рейтинг подано станом на 14 травня 2018.

### Інші учасниці
The following pairs received wildcards into the doubles main draw:
- Катаріна Герлах /  Лена Рюффер
- Юле Німаєр /  Лара Шмідт

## Переможниці та фіналістки

### Одиночний розряд
- Юганна Ларссон —  Алісон Ріск, 7–6(7–4), 6–4

### Парний розряд
- Демі Схюрс /  Катарина Среботнік —  Кірстен Фліпкенс /  Юганна Ларссон, 3–6, 6–3, [10–7]